# 華州 (陝西省)
華州（かしゅう）は、中国にかつて存在した州。南北朝時代から民国初年にかけて、現在の陝西省渭南市一帯に設置された。

## 魏晋南北朝時代
526年（孝昌2年）、北魏により設置された東雍州を前身とする。554年（廃帝3年）、西魏により東雍州は華州と改称された。

## 隋代
隋初には、華州は1郡3県を管轄した。605年（大業元年）、華州は廃止され、その管轄区域は雍州に移管された。

## 唐代
618年（武徳元年）、唐により京兆郡鄭県・華陰県に華州が再設置された。742年（天宝元年）、華州は華陰郡と改称された。758年（乾元元年）、華陰郡は華州の称にもどされた。華州は関内道に属し、鄭・華陰・下邽の3県を管轄した。

## 宋代
宋のとき、華州は永興軍路に属し、鄭・華陰・下邽・蒲城・渭南の5県を管轄した。
金のとき、華州は京兆府路に属し、鄭・華陰・下邽・蒲城・渭南の5県と赤水・関西・敷水・素化・新市・荊姚の6鎮を管轄した。

## 元代
元のとき、華州は奉元路に属し、華陰・蒲城・渭南の3県を管轄した。

## 明代以降
明のとき、華州は西安府に属し、華陰・蒲城の2県を管轄した。
清のとき、華州は同州府に属し、属県を持たない散州となった。
1912年、中華民国により華州は廃止され、華県と改められた。